# ㅉ
Ssangjieut (litera: ㅉ, kor. 쌍지읒, w Korei Północnej doenjieut, kor. 된지읒) – spółgłoska tylnojęzykowa należąca do grupy pisma hangul, do oznaczenia spółgłoski zwarto-szczelinowo zdziąsłowo bezdźwięcznej [ʧ]. Według transkrypcji McCune’a-Reischauera spółgłoska brzmi "tch".. Powstała na podstawie litery ㅈ.
Dźwięk spółgłoski brzmi jak mocne "ć". Na końcu sylaby litera jest wymiana jak "t".

## Pismo

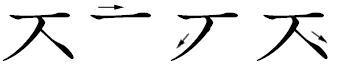
Kolejność stawiania kresek